# Bleke bosbekerzwam
De bleke bosbekerzwam (Peziza domiciliana) is een schimmel die behoort tot de familie Pezizaceae. Hij wordt gevonden op oud metselwerk, rottend textiel, verrot hout, gips, vochtige kelders, grotten, kassen en zandgronden. Ze groeien afzonderlijk, in groepen of in trossen. De bekerzwam vormt een geelbruine tot okerbruine beker, soms met roze tot wijnachtige tinten. 

## Kenmerken

### Uiterlijke kenmerken
De vruchtlichamen van P. domicilia zijn komvormig; aanvankelijk concaaf, ontwikkelen later een golvende rand en een ingedeukt centrum. Het buitenoppervlak van de beker is witachtig en de rand van de beker kan intact blijven of gespleten zijn. Vruchtlichamen bereiken een diameter van 10 cm. Het binnenoppervlak van de beker is het vruchtbare, sporendragende hymenium; het is aanvankelijk wit voordat het bleekgeel, bruin of bruinachtig wordt. De witachtige steel wordt doorgaans niet langer dan 1 cm.
De soort is oneetbaar.

### Microscopische kenmerken
De asci zijn cilindrisch of ongeveer zo en worden 225 tot 250 μm lang en 15 μm breed. De ascosporen zijn glad, ellipsoïde, hyaliene als ze jong zijn, bevatten vaak twee kleine oliedruppeltjes en meten 11-15 × 6-10 μm. De parafysen zijn slank, bevatten septa en zijn bovenaan iets vergroot. 

## Verspreiding
In Nederland komt de bleke bosbekerzwam uiterst zeldzaam voor. Hij staat op de rode lijst in de categorie 'Ernstig Bedreigd'.
De soort is bekend uit Europa, Noord-Amerika, en Zuid-Amerika (Argentinië). De schimmel is geïdentificeerd als een van de vele verantwoordelijken voor de afbraak van constructiehout dat wordt gebruikt in historische monumenten in Moldavië. Hij is ook waargenomen op het eiland Deception in Antarctica en op de oostelijke Himalaya.

## Gelijkende soorten
Peziza domiciliana lijkt qua uiterlijk op Peziza repanda en wordt er vaak voor aangezien. Peziza badia is donkerder bruin, groeit op de grond of goed vergaan hout en heeft langere sporen (15–19 × 7–10 μm). Van andere Peziza-soorten is gemeld dat ze binnenshuis groeien, waaronder Peziza varia en Peziza petersii.

## Taxonomie
De schimmel werd voor het eerst beschreven in 1877 door de Britse botanicus Mordecai Cubitt Cooke op basis van exemplaren die hem waren toegestuurd en die waren gevonden op de muren, plafonds en vloeren van een huis in Edinburgh dat gedeeltelijk door brand was verwoest. De soort werd overgebracht naar het geslacht Aleuria door Ethel Irene McLennan & Halsey in 1936 en later naar Galactinia door Irma J. Gamundi in 1960; beide bionominale namen zijn synoniemen aan P. domiciliana.